# 寝屋川公園
寝屋川公園（ねやがわこうえん）は大阪府寝屋川市寝屋川公園に位置する、大阪府営の広域公園。面積は約32.3 ha。

## 歴史
1982年（昭和57年）にソフトボール広場、芝生広場の完成とともに4.5 haの広さで一部開園した。2019年時点での開設面積は32.3 ha、都市計画決定面積は54.4 haである。
1997年（平成9年）には、第52回国民体育大会（なみはや国体）の軟式野球会場として、第1、第2野球場が使用された。

## 施設
園路及び広場
竹の小径、五月映えの丘、花の道、月観橋・周辺広場、エントランス周辺広場、中央広場、多目的広場、草の広場
修景広場
中央広場噴水、エントランス壁泉
休養施設
休憩所、芝生広場、ふれあいの丘
運動施設
陸上競技場、テニスコート、第1野球場、第2野球場、ソフトボール場、トリムコース
教養施設
寝屋古墳
便益施設
駐車場、便所
管理施設
公園事務所、車庫、倉庫、苗圃，テニス管理棟(スポーツハウス)、野球場管理棟

## 交通
- JR学研都市線寝屋川公園駅から北へ約600 m
  - 駅開設当初の駅名は「東寝屋川駅」であったが、2019年3月に当公園の名称を冠した駅名に改称された
- 京阪本線 寝屋川市駅から京阪バス寝屋川公園駅停留所下車、北へ約600 m